# جو ای براون
جو ای براون (انگلیسی: Joe E. Brown; ۲۸ ژوئیهٔ ۱۸۹۱ – ۶ ژوئیهٔ ۱۹۷۳) یک هنرپیشه اهل ایالات متحده آمریکا بود. وی بین سال‌های ۱۹۲۸ تا ۱۹۶۴ میلادی فعالیت می‌کرد.

## فیلم‌شناسی
از فیلم‌ها یا برنامه‌های تلویزیونی که وی در آن نقش داشته‌است می‌توان به بعضی‌ها داغشو دوست دارن اشاره کرد.